# Pescuit sportiv
Pescuitul sportiv (sau pescuit recreativ) este o activitate care constă în pescuitul peștilor și a altelor vietăți acvatice în scopuri de recreere. Se deosebește de pescuitul tradițional prin faptul că nu reprezintă o formă de procurare a hranei. În prezent, există tendința de a despărți cele două concepte (recreativ/sportiv) interpretate de legislația din domeniu din România ca tot unitar, în pescuit recreativ - practicat de masa mare a pescarilor amatori - și pescuit recreativ sportiv, adică numai pescuitul de competiție.
Pescuitul recreativ sportiv este împărțit în mai multe categorii, iar Confederația Internațională de Pescuit Sportiv a înaintat la Comitetul Olimpic Internațional, cererea de a recunoaște pescuitul recreativ sportiv ca sport olimpic, afirmând că acceptarea pescuitului ca disciplină olimpică ar lărgi universalitatea Jocurilor Olimpice, datorită popularității acestui sport. Aceasta nu a fost solutionata favorabil [3], Comitetul Olimpic International nerecunoscând pescuitul recreativ sportiv drept un sport olimpic.
Există multiple stiluri/discipline de pescuit sportiv recreativ. Conform Federației Române de Pescuit Sportiv, disciplinele sunt:
1. pescuit recreativ sportiv în ape dulci:
  - pescuit recreativ sportiv la crap
  - pescuit staționar
  - pescuit cu coșuleț (la feeder)
  - pescuit recreativ sportiv la pești răpitori din barcă;
  - pescuit recreativ sportiv la pești răpitori de pe mal
  - pescuit recreativ sportiv la copcă
  - pescuit recreativ sportiv la muscă artificială
2. pescuit marin:
  - pescuit din barcă individual
  - pescuit de pe mal individual
  - pescuit de pe mal în echipă
3. casting:
  - aruncat la punct fix cu muscă artificială
  - aruncat la distanță cu muscă artificială cu o singură mână
  - aruncat cu elan la țintă cu năluci artificiale
  - aruncat la punct fix cu năluci artificiale
  - aruncat cu năluci cu o singură mână
  - aruncat la distanță cu muscă artificială cu două mâini
  - aruncat la distanță cu năluci artificiale cu două mâini
  - probă combinată (precizie și distanță)
  - probă combinată cu două mâini